# 파키스탄 상원

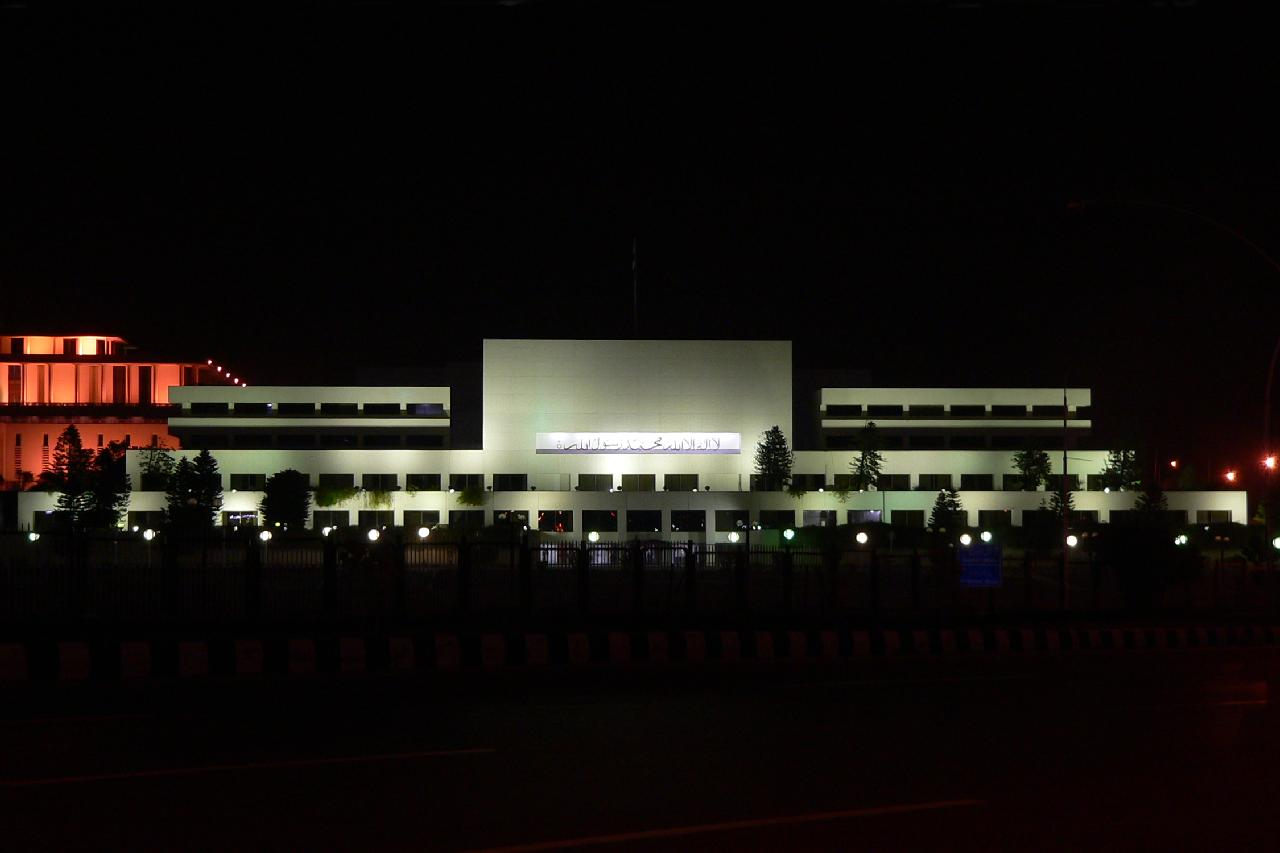

파키스탄 상원(우르두어: ‬ایوانِ بالا پاکستان) 또는 파키스탄 원로원은 파키스탄의 양원제 입법부의 상층부이며, 하원과 함께 의회를 구성한다.
1973년에 처음 소집된 파키스탄 상원은 파키스탄 헌법 59조에 의해 구성되고 있다. 4개 주는 각각 인구에 관계없이 23명의 상원의원으로 대표되며, 이슬라마바드 수도 준주는 4명의 상원의원으로 대표된다. 상원 사무국은 국회의사당 동쪽에 위치하고 있으며, 국회는 같은 건물의 서쪽에 있다.
상원은 국민의회에 부여되지 않은 몇 가지 배타적 권한을 가지고 있는데, 여기에는 국회 법안을 법으로 강제하는 권한도 포함된다. 선거는 상원의 절반 동안 3년마다 열리며 각 상원의원의 임기는 6년이다. 헌법은 상원의 해산을 허용하지 않는다.

## 역사
독립 후 1947년 12월 파키스탄 제1차 제헌의회는 파키스탄 헌법을 제정하는 임무를 부여받았다. 이 총회는 1949년 3월 12일 목적결의안을 통과시켜 파키스탄 헌법의 실질적인 일부가 되었다. 그러나 헌법의 틀을 짜는 임무를 완수하기 전에 1954년 10월에 해산되었다. 1955년 5월 총독은 제2차 제헌의회를 소집하여 1956년 2월 29일 제1차 파키스탄 헌법을 통과시켰다. 이 헌법은 1956년 3월 23일에 공포되었으며, 이는 단일한 입법부와 함께 의회 형태의 정부를 규정하였다. 그러나 1947년 8월 14일부터 1956년 3월 1일까지 인도 정부법은 파키스탄의 헌법으로 유지되었다.
1958년 10월 7일 계엄령이 공포되었고 헌법이 폐지되었다. 군사정부는 1960년 2월 1962년 헌법을 제정하는 헌법위원회를 임명했다. 그 헌법은 단일한 입법부를 가진 대통령 형태의 정부를 규정했다. 1962년 헌법은 1969년 3월 25일 폐지되었다. 1971년 12월 1970년 총선에 따라 집권한 민정부는 1972년 임시헌법을 제정했다.
1970년 총회는 1973년 4월 12일 만장일치로 통과되고 1973년 8월 14일에 공포된 헌법을 제정했다. 1973년 헌법은 국회와 상원으로 구성된 양원제 입법부와 함께 의회 형태를 규정하고 있다.
원래 45명이었던 상원의원은 1977년에 63명으로, 1985년에는 87명으로 늘어났다. 장군의 정부. 페르베즈 무샤라프는 2002년 8월 21일 시행된 법률기본령(LFO)을 통해 상원 의원 수를 87명에서 100명으로 늘렸고, 아시프 알리 자르다리 정부는 2011년 제18차 수정안을 통해 상원 의원 수를 100명에서 104명으로 늘렸다. 수정헌법 제25조 이후 상원 의석수는 96석으로 줄어들었고, FATA 의석은 KPK와의 합병 이후 제거되었다.

## 목적 및 역할
파키스탄 상원을 만든 주된 목적은 국회의원이 각 주의 인구를 기반으로 하기 때문에 모든 연방 단위에게 동등한 대표권을 부여하는 것이었다. 그러므로 상원에서 동등한 지방 구성원은 국회에서의 지방 불평등을 균형 있게 한다.
100개의 상원 의석이 있다. 18명의 여성 상원의원이 있다; 파키스탄 헌법은 최소한 17명의 여성 상원의원이 있어야 한다. 상원 의원들은 헌법 59조에 따라 선출된다.

### 대통령 및 의회
헌법 제50조에 따르면 파키스탄의 국민의회는 대통령과 상원으로 구성되어 있다. 대통령은 의회와 지방의회 의원들에 의해 선출된다. 대통령은 결의안을 통해 해임되거나 탄핵될 수 있으며, 그 목적을 위해 소집된 양원 합동회의에서 전체 의원 수의 3분의 2 이상이 통과된다. 대통령직이 공석인 경우, 상원 의장은 선거를 통해 그 직위를 채울 수 있을 때까지 대통령 역할을 한다. 이것은 또한 대통령이 부재나 기타 능력 부족으로 인해 효과적으로 직무를 수행할 수 없을 때 발생한다.

### 두 법안 사이의 관계
양원이 법안을 통과시키고 대통령의 동의를 얻지 않는 한, 그것은 국회의 유일한 특권인 돈 법안의 경우를 포함한 법이 될 수 없다. 개정안을 통해 양원 간 이견이 있을 경우 법안에 대한 공감대를 진화시키기 위해 각 의원 8명으로 구성된 조정위원회 역할이 도입됐다.

### 내각
헌법은 총리를 위원장으로 하는 내각이 국회에 대해 공동으로 책임을 지는 내각이 있어야 한다고 규정하고 있다. 수상은 국회에서 선출된다. 연방 장관과 국무 장관은 의회 구성원 중에서 임명된다. 단, 상원 의원인 연방 장관과 국무 장관 수는 연방 장관 수의 4분의 1을 초과할 수 없다.

## 같이 보기
- 국민의회 (파키스탄)